# Biota (Zaragoza)
Biota es un municipio y población de la Comarca de las Cinco Villas, situado a orillas del río Arba de Luesia, perteneciente al partido judicial de Ejea de los Caballeros al noroeste de la provincia de Zaragoza, comunidad autónoma de Aragón, a 96 km de Zaragoza. Tiene un área de 128,8 km² con una población de 912 habitantes (INE 2021). 
Incluye en su término, desde 1971, el antiguo término municipal de Malpica de Arba. 
Desde el punto de vista eclesiástico, forma parte de la diócesis de Jaca y archidiócesis de Pamplona. La iglesia parroquial, una construcción de estilo románico, está consagrada a San Miguel Arcángel, patrón de la localidad. 

## Geografía
Biota linda por el norte y noroeste con Uncastillo,  por el oeste con Sádaba, por el este con Luesia y Asín y por el sur con Ejea de los Caballeros. 
Su término municipal está atravesado por el río Arba de Luesia, uno de los dos brazos del río Arba, aunque parte de la frontera oeste con Ejea de los Caballeros la forma el río Farasdués, un afluente del Arba de Luesia. 
En su término se encuentra el embalse de San Bartolomé, un pequeño embalse de almacenamiento de agua procedente del canal de las Bardenas. También se encuentra el Mirador del Poyad, un mirador situado a menos de 12 km de la localidad en dirección hacia Malpica de Arba desde donde contemplar una amplia panorámica del término de Biota.  

## Historia
Biota se encuentra ubicada en un lugar estratégico, controlando uno de los vados del río Arba donde se construyó una fortaleza o castillo de la que se conserva una torre de defensa para su control. 
Alrededor de dicho castillo (torre, hoy, adosada al llamado Palacio del Vizconde de Biota o de los Condes de Aranda) se creó un núcleo habitado a partir del año 1091, cuando el rey Sancho Ramírez de Aragón nombra tenente del lugar a Fortún Aznárez, que se encarga de la repoblación del lugar. 
El castillo (del que solo conservamos la torre) y el pueblo pertenecieron, desde el año 1169, a la familia de los Urrea, quienes ostentaron el título de Señores de Biota, y tras varias sucesiones, recibieron en el siglo XV el título de Vizcondes de Biota, el cual llegó a manos de los condes de Aranda, en el siglo XVI. 
A finales del siglo XVIII, los condes de Aranda venden el Castillo y el título de Vizconde de Biota al hidalgo Matías Landáburu y Saloa, quien en el año 1772 comienza la construcción del Palacio que actualmente conservamos en Biota. En 1995, el Palacio fue vendido por parte de sus últimos propietarios privados al Ayuntamiento de Biota por un precio simbólico.
El 30 de diciembre de 1915 se inauguró el tramo de la línea del Ferrocarril de Sádaba a Gallur, que fue clausurado el 8 de julio de 1970.

## Demografía
Biota cuenta con una población de 840 habitantes (INE 2024).
| Gráfica de evolución demográfica de Biota entre 1842 y 2021 |
| |
| Población de derecho según los censos de población del INE Población de hecho según los censos de población del INEEntre el censo de 1981 y el anterior, crece el término del municipio porque incorpora a 50158 (Malpica de Arba) |

## Administración y política
| Período   | Alcalde                  | Partido |  |
| --------- | ------------------------ | ------- |  |
| 1979-1983 | José Lasheras Garcés     | PSOE    |  |
| 1983-1987 |                          |         |  |
| 1987-1991 | José Lasheras Garcés     | PSOE    |  |
| 1991-1995 | Luis Pérez Pérez         | PSOE    |  |
| 1995-1999 | Juan Carlos Giménez Abad | PP      |  |
| 1999-2003 | Víctor Orduna Larriqueta | PSOE    |  |
| 2003-2007 | Víctor Orduna Larriqueta | PSOE    |  |
| 2007-2011 | Víctor Orduna Larriqueta | PSOE    |  |
| 2011-2015 | Mariano Abad Torrero     | PP      |  |
| 2015-2019 | Ezequiel Marco Elorri    | PSOE    |  |

| Partido político    | Partido político                                   | 2003   | 2007   | 2011   | 2015   |
| Partido político    | Partido político                                   | Ediles | Ediles | Ediles | Ediles |
|                     | Partido de los Socialistas de Aragón (PSOE-Aragón) | 6      | 5      | 4      | 5      |
|                     | Partido Popular de Aragón (PP)                     | 2      | 1      | 3      | 4      |
|                     | Partido Aragonés (PAR)                             | 1      | 2      | 2      | —      |
|                     | Chunta Aragonesista (CHA)                          | —      | 1      | —      | 0      |
| Total de concejales | Total de concejales                                | 9      | 9      | 9      | 9      |

## Cultura

### Patrimonio

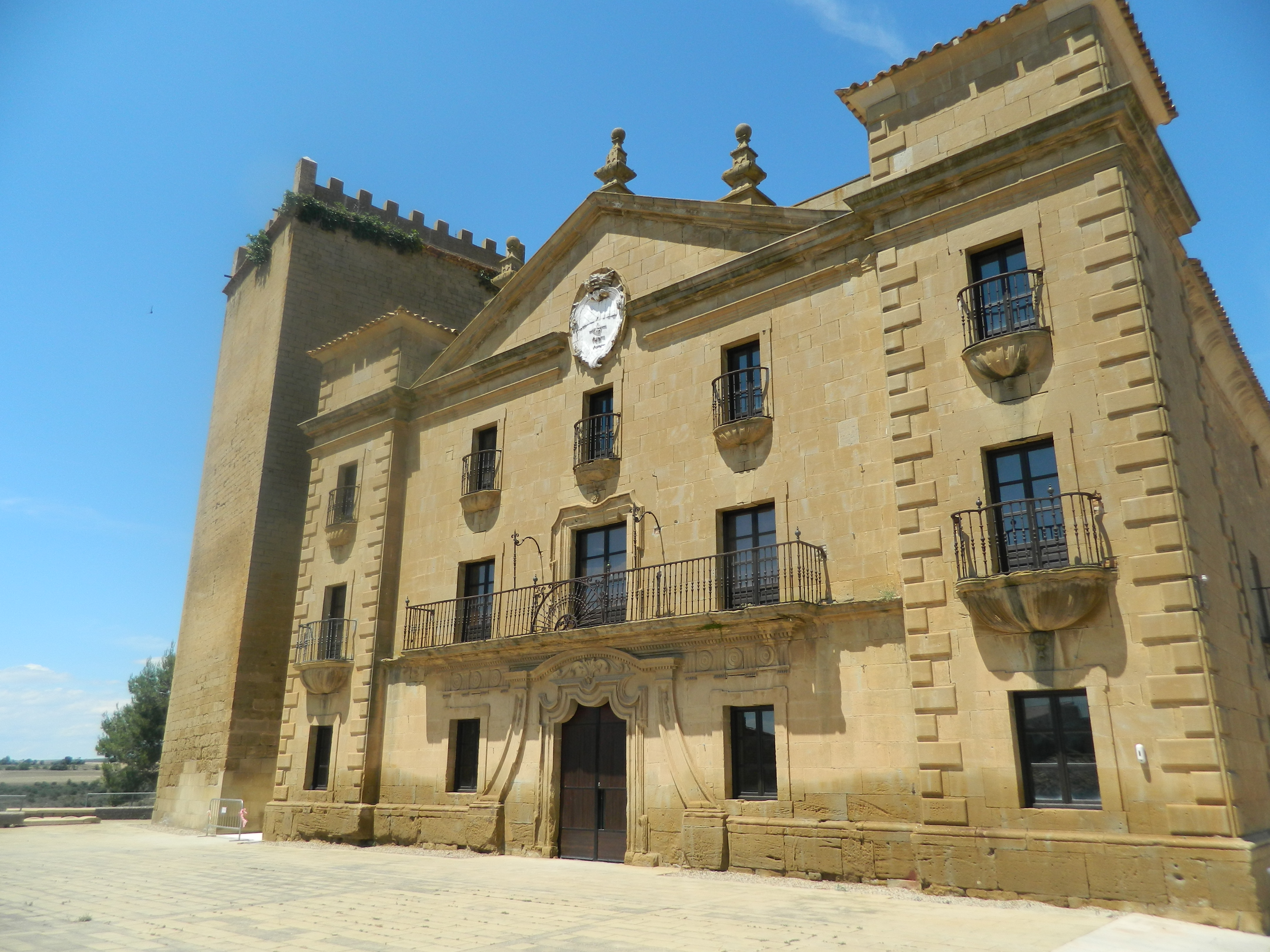
Palacio del Vizconde de Biota y Torreón

Palacio del vizconde de Biota o de los condes de Aranda y torreón medieval
Es un edificio de estilo barroco con un torreón anexo perteneciente al antiguo castillo medieval anexa. El Torreón se ha convertido en un centro de interpretación de la Historia Local y el Palacio ha comenzado a albergar diferentes actividades en su interior como la Oficina de Turismo, la ludoteca infantil o salas de exposiciones. 
Iglesia parroquial de San Miguel Arcángel
Iglesia románica, del siglo XII, de una sola nave que presenta en sus fachadas (una situada en el lado sur y otra en el lado occidental) importantes decoraciones escultóricas atribuidas al llamado Maestro de San Juan de la Peña o de Agüero. 
Museo parroquial

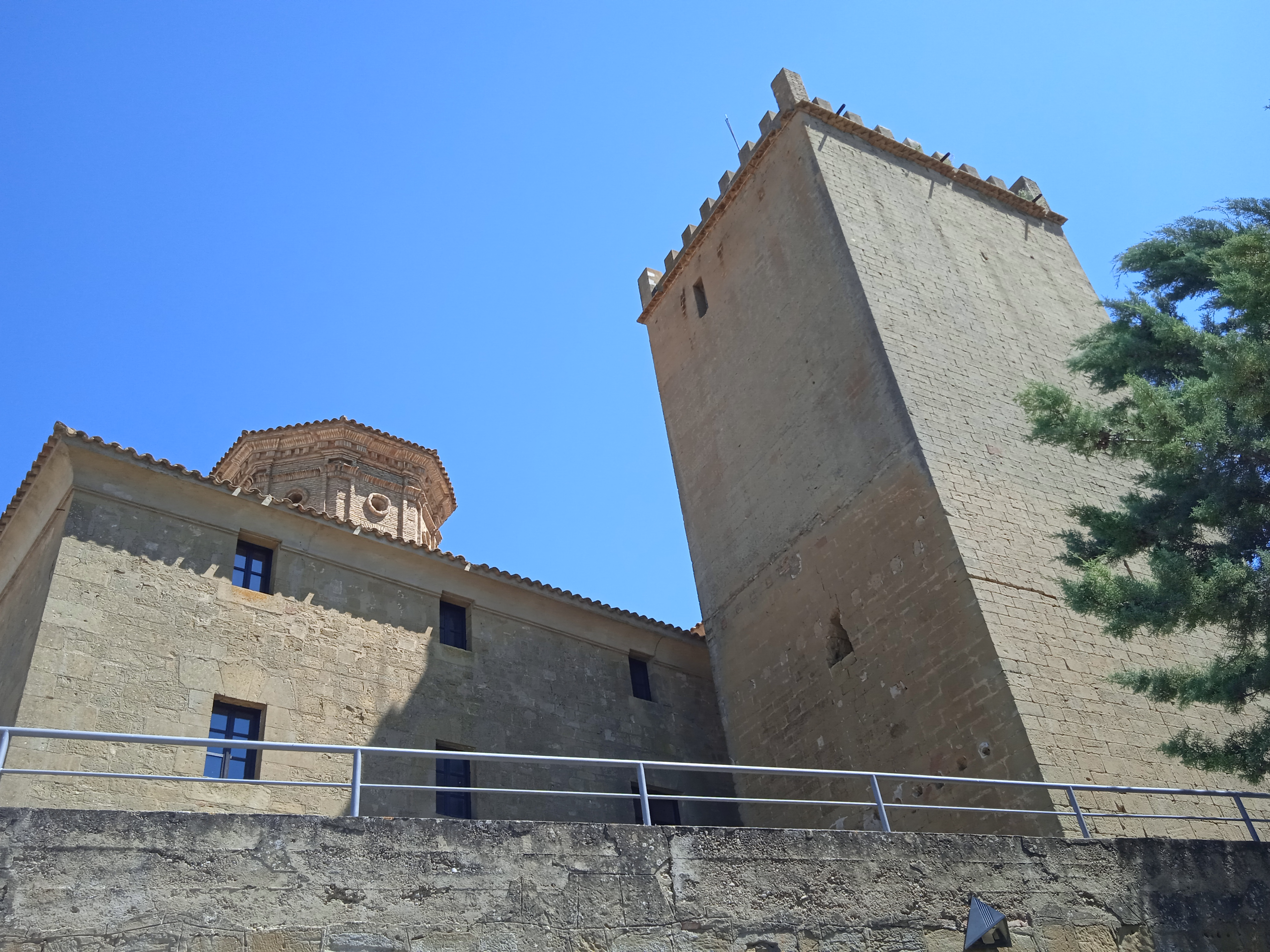
Vista lateral del Torreón y el Palacio del Vizconde de Biota

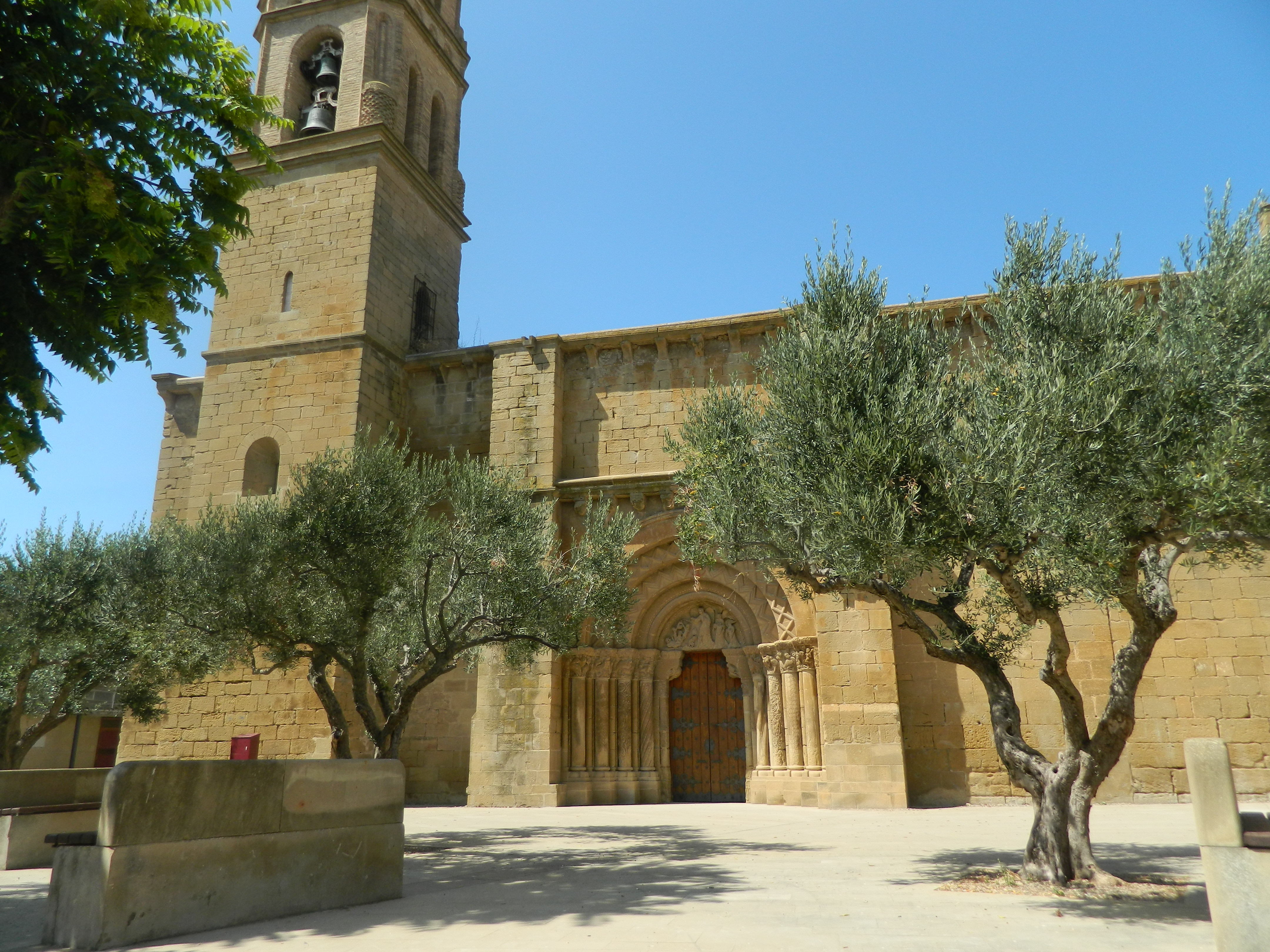
Portada sur de la iglesia de San Miguel

En este museo se conservan numerosas piezas de carácter litúrgico de diferentes épocas, así como una obra de Vicente Berdusán dedicada a san Acacio. 
Iglesia de la Virgen

Iglesia románica del siglo XII que fue re-descubierta en el año 2012. Se trata de una construcción que se conservó hasta finales del siglo XVIII, cuando fue desmotada y se construía el Palacio del Vizconde de Biota. Durante los trabajos de recuperación de las ruinas, ahora conservadas, se descubrieron algunos restos de lo que fue su portada sur.  
El nevero o "pocico" de hielo

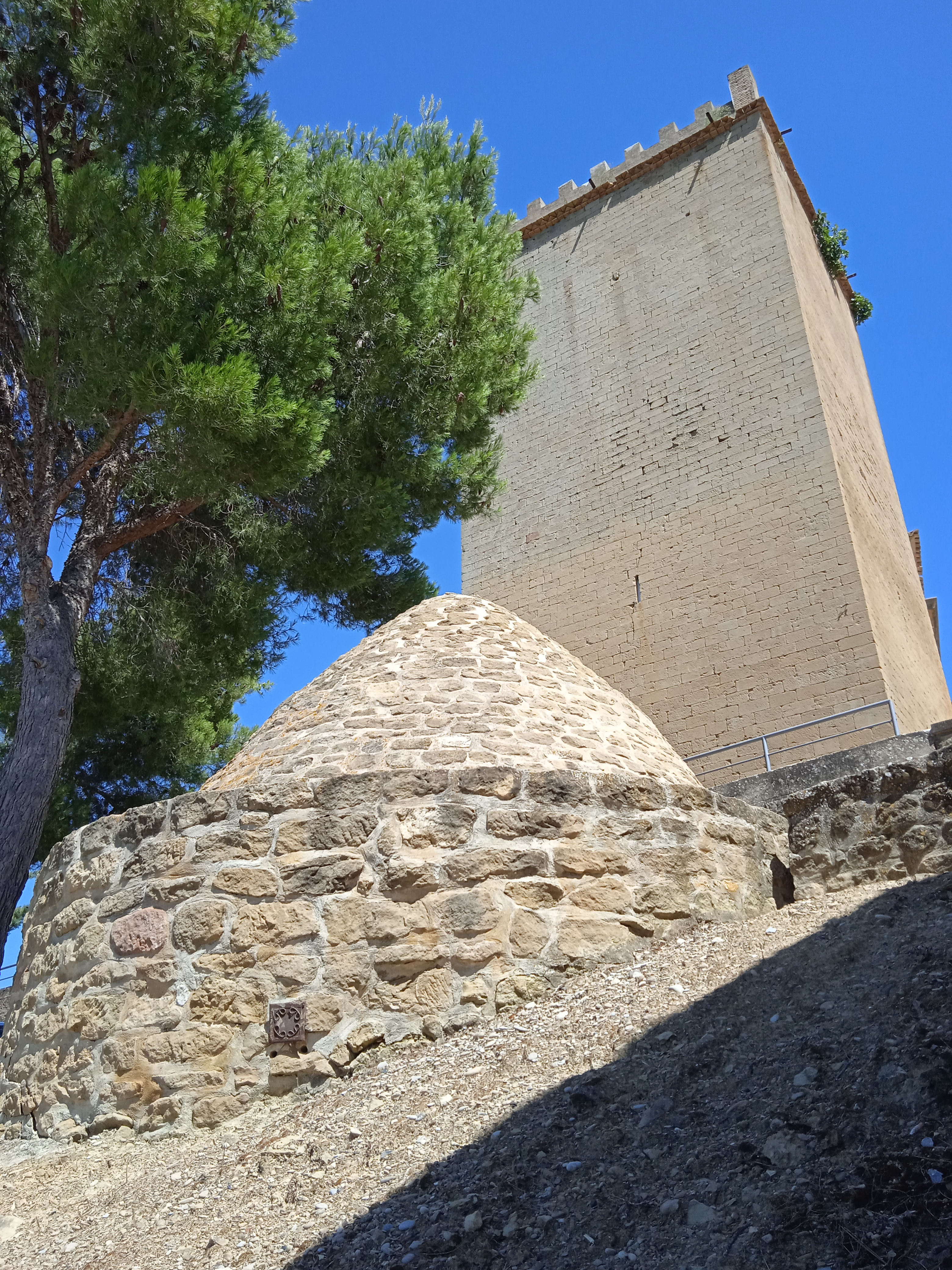
Nevero o "Pocico" de Hielo

Se trata de una arquitectura tradicional, del siglo XVII, destinada a la producción de hielo. Se encuentra en la zona exterior de la muralla del antiguo castillo, en el lado oeste y un lugar adecuado para la acumulación de nieve.  
Presa de Cubalmena
Construcción de origen romano que se encuentra a unos 3,5 km de Biota en dirección al Yacimiento de Los Bañales. Es responsable del suministro de agua al mencionado yacimiento que era una antigua ciudad romana cuyo nombre original se desconoce y que se encuentra en el término municipal de Uncastillo y muy próxima a la Layana. 
Bustum de San Jorge
Construcción de origen romano que se encuentra a unos 8 km de Biota, entre el Pantano de San Bartolomé y la localidad de Farasdués. Era una estructura destinada a la incineración de los difuntos y esta datada en el siglo I d. C., un momento en el que era habitual esta práctica funeraria.   
Torres del Bayo

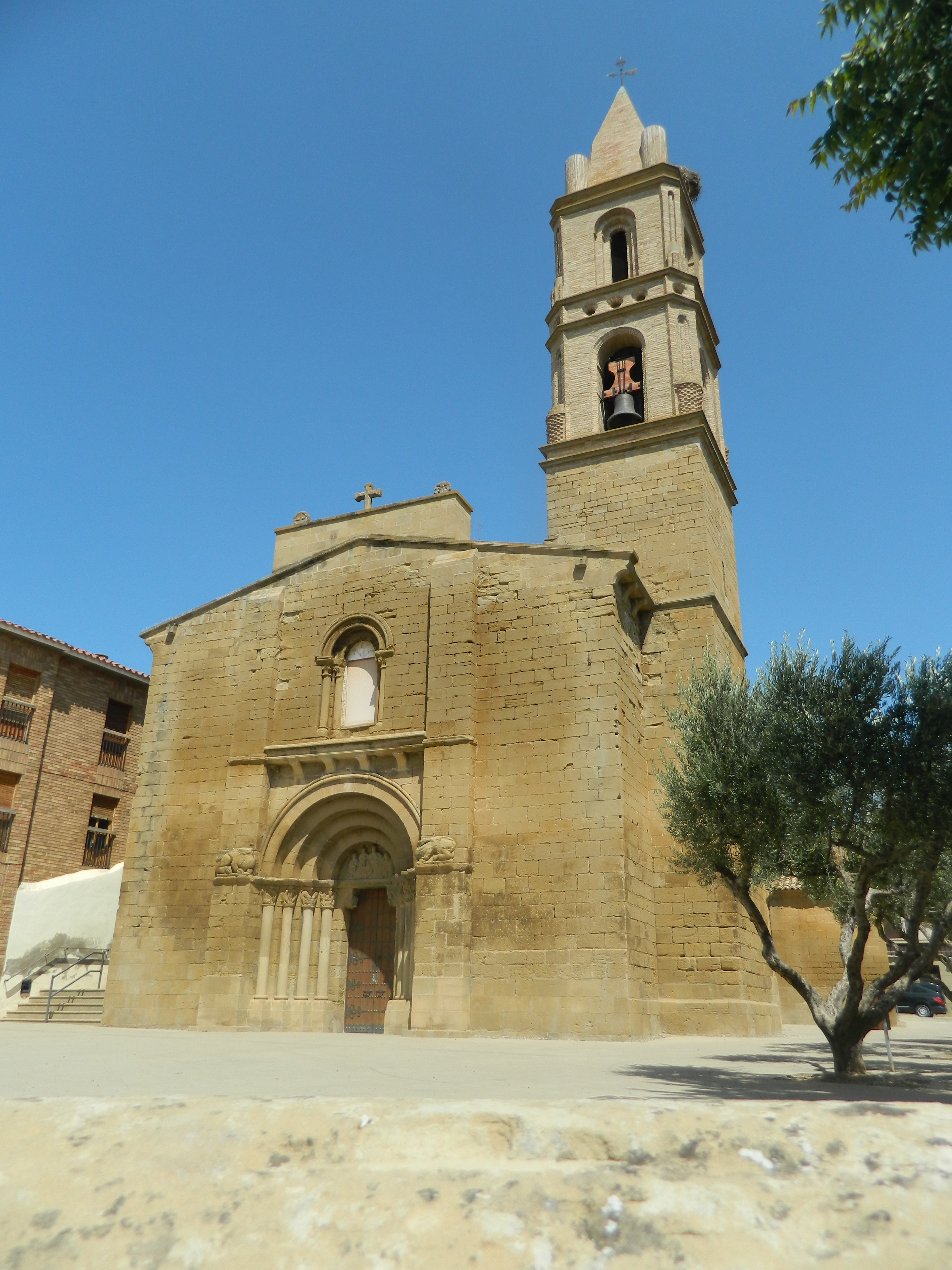
Portada occidental de la iglesia de San Miguel

Se encuentran en las proximidades de los pueblos de repoblación de Bardenas y el Bayo. Son los restos de una serie de construcciones de un antiguo monasterio cisterciense situado en este lugar del mismo nombre y que fue destruido y abandonado a finales del siglo XIV.

### Fiestas
San Miguel Arcángel
Fiestas patronales o fiestas mayores, que se celebran del 25 al 30 de agosto (o en torno al último fin de semana de agosto). 
Virgen del Rosario (15 de mayo)
Fiestas menores que suelen durar tres días. 
San Miguel Arcángel (29 de septiembre)
Fiestas, algo más reducidas que duran unos 3 días, que se celebran el mismo día del Patrón de la localidad, San Miguel Arcángel.    
Fiestas de Malpica de Arba
Santa Ana (26 de julio): fiestas que se celebran en la festividad de Santa Ana. 